# Plundering

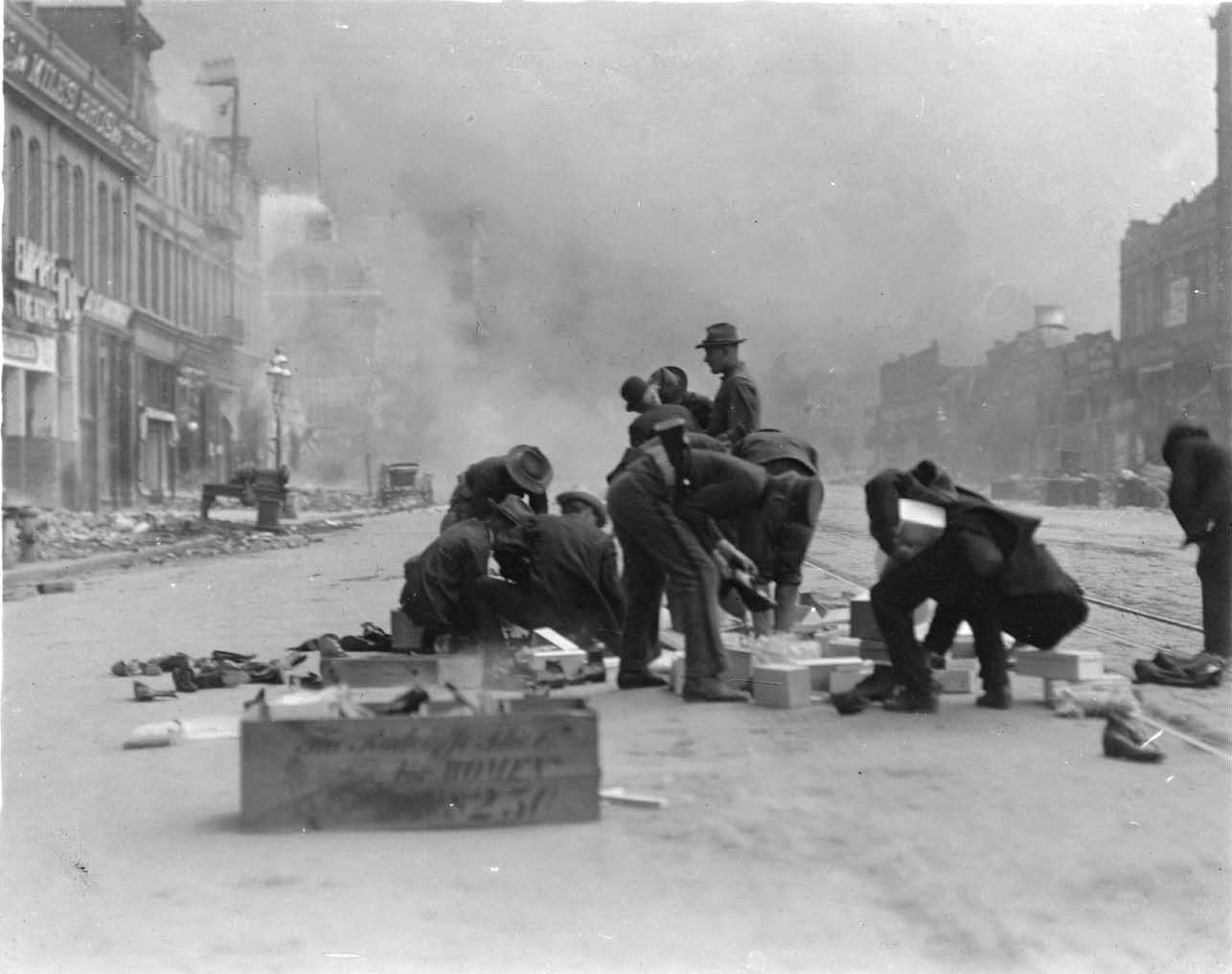
plunderende soldaten tijdens de aardbeving van San Francisco in 1906

Plundering is het eigenmachtig in bezit nemen van achtergelaten goederen en levende have als onderdeel van een militaire overwinning of tijdens een ramp of maatschappelijke onrust, zoals gedurende een oorlog, natuurramp, een rel of een terroristische aanslag.
Het onvermogen van de autoriteiten om burgers en hun bezittingen te beschermen kan veel oorzaken hebben, zoals het onvoldoende opgewassen zijn tegen overmacht in de vorm van natuurrampen en terroristische aanvallen en het uitvallen van belangrijke communicatievoorzieningen. Vooral bij natuurrampen zouden de overlevenden zich het voor overleving noodzakelijke toe-eigenen. Hoe hier op te reageren valt, is vaak een dilemma voor de autoriteiten: de overheid staat voor de taak de orde te handhaven, maar dient tevens de getroffen burgers zo veel mogelijk te ontzien en verdere escalatie door averechtse repressie te voorkomen.

## Oorzaken van plundering bij rampen
Plundering is vaak opportunistisch: het klaarblijkelijk ontbreken van gezag stelt kwaadwillende personen in staat straffeloos te stelen. Door navolging neemt het dan in omvang toe, wanneer blijkt dat er toch niet tegen opgetreden wordt (zie ook massapsychologie). De daders zouden ook veronderstellen dat indien de goederen niet gestolen worden, deze anders wel verloren zouden gaan; zij zien hun daad dan als een keuze tussen twee kwaden. Ook kan de plunderaar stellen dat indien hij de spullen niet zelf steelt, iemand anders dit toch wel zou doen. Plunderaars bij rampen zijn doorgaans personen die zelf op de plek van de ramp wonen en hun geleden schade zouden willen compenseren.
Soms, met name bij rellen en andere ongeregeldheden, ontbreekt een duidelijk motief en is groepsdruk de overheersende factor. Enkelen beginnen met vandalisme en plunderingen, waarna anderen meegaan in de groepssfeer en meedoen. Deze plunderingen zijn eigenlijk eerder als vandalisme te karakteriseren: de dader doet het voornamelijk omdat de hele groep het doet, en heeft in veel gevallen de spullen niet eens nodig. Na de zogenaamde Facebookrellen in Haren verklaarde een verdachte voor de politierechter: 'Door groepsdruk ben ik bij de Albert Heijn naar binnen gegaan, samen met andere mensen. Die mensen kende ik niet. Doos sigaren gepakt. Geen shag. Ik rook niet eens. Ik heb er spijt van. Het gebeurde gewoon. Ik voelde ook een por in mijn rug. Sigaren heb ik weggegooid.’
In extreme omstandigheden kan plunderen de enige uitkomst blijken om voor zichzelf en lotgenoten in onmiddellijk levensonderhoud te voorzien. Dan zou dit eerder een door de noodsituatie te rechtvaardigen poging tot overleven zijn, dan dat het als een "ongerechtvaardigde verrijking" moet worden beschouwd. Bij lang niet elke "buit" (bijvoorbeeld het wegnemen van luxegoederen) is dit echter aannemelijk.
In sommige gevallen lijkt er door de situatie geen alternatief te bestaan voor het bemachtigen van essentiële goederen middels  "plundering": na orkaan Katrina in 2005 bijvoorbeeld waren politieagenten genoodzaakt benzine te "plunderen" uit verlaten auto's om hun eigen auto's van brandstof te voorzien en moesten dokters onder politiebegeleiding geneesmiddelen e.d. uit apotheken halen. In dergelijke gevallen kan dan sprake zijn van een noodzakelijke confiscatie, of van delicten waarbij door de daders een beroep op noodtoestand als rechtvaardigingsgrond of strafuitsluitingsgrond zou kunnen worden ingeroepen. Dan is doorgaans wel het delict diefstal van toepassing, dit geldt echter niet wanneer dit tevens met geweldpleging gepaard zou gaan.

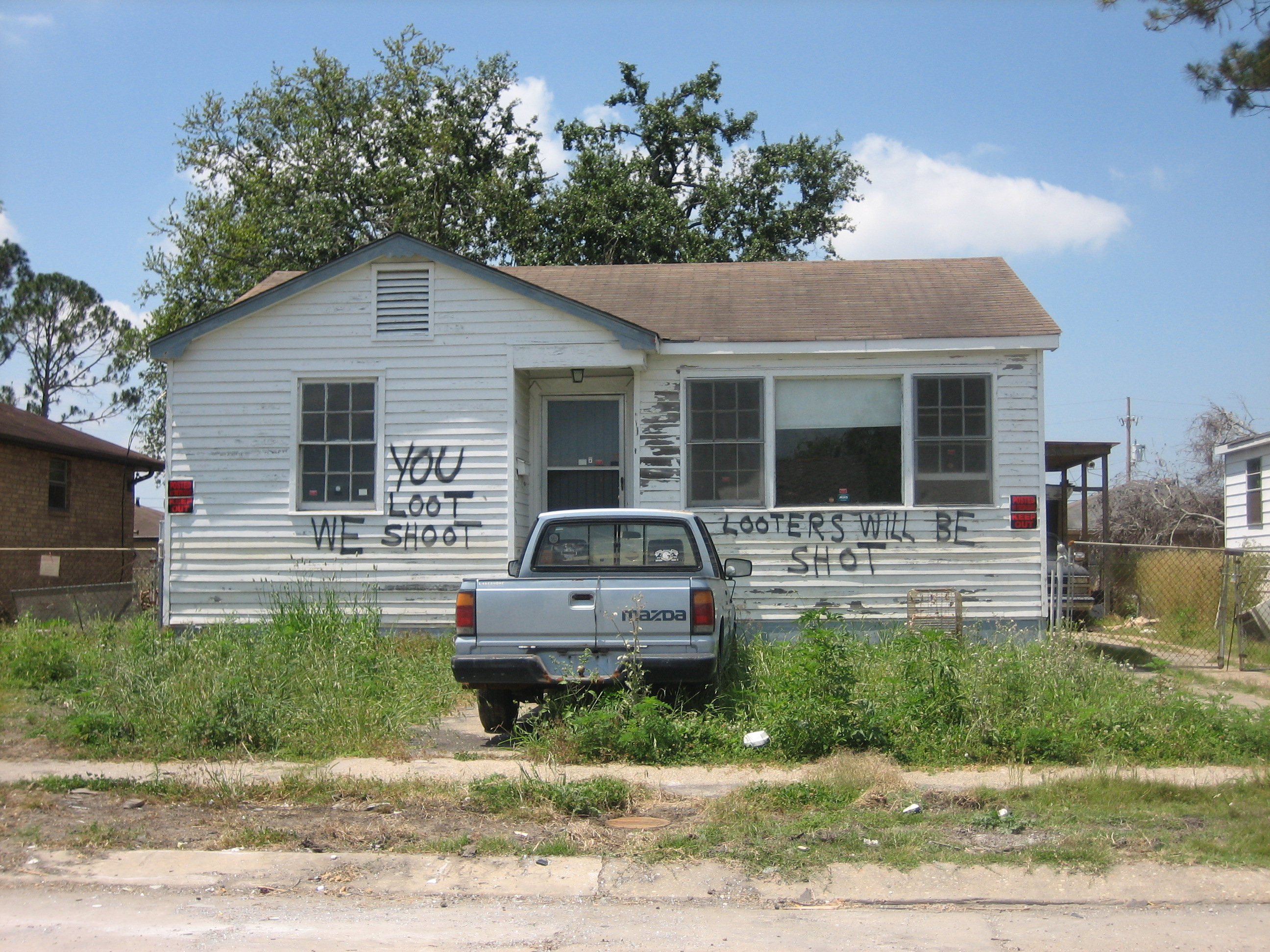
Mensen in New Orleans nemen het recht in eigen hand na orkaan Katrina

## Oorlogen
Tijdens oorlogen kwamen en komen plunderingen door soldaten regelmatig voor. Dit manifesteerde zich meestal in twee vormen. Bij ongeorganiseerde plunderingen werd lukraak door soldaten voor hun eigen gewin geroofd. Het was tot de 19e eeuw gebruikelijk dat invallende legers zich voedden met datgene dat het land hen bood. Discipline was slecht en de soldij laag, waardoor soldaten snel overgingen tot plunderingen. Ook huursoldaten die hun soldij niet op tijd uitbetaald kregen gingen vaak over tot muiterij en vervolgens plundering. Soms werd de bevolking zelfs door terugtrekkende eigen troepen geplunderd, terwijl de anarchie ertoe kon leiden dat ook bij burgers de remmen losgingen en ze eveneens gingen plunderen. Tijdens de Chinese Burgeroorlog stond de plunderingsbereidheid en slechte discipline bij de Kwomintang-troepen in sterk contrast met de discipline bij de communisten. Dit leidde tot een verlies aan sympathie bij de bevolking voor de Kwomintang, en uiteindelijk tot de communistische zege in 1949.
Plunderingen kunnen echter ook georganiseerd geschieden. In dat geval wordt in georganiseerd verband door het leger gestolen of afgeperst, door bijvoorbeeld een museum of bank leeg te halen. De goederen komen dan ten bate van de bezettende overheid. Na een gewonnen veldslag of de inname van een stad, was het niet ongebruikelijk dat soldaten kostbaarheden roofden en verzamelden; dit werd dan eufemistisch 'oorlogsbuit' genoemd maar kwam feitelijk eveneens op plundering neer. Nazi-Duitsland heeft doelbewust kostbaarheden en kunstwerken geroofd uit bezette landen. Joodse burgers werden, alvorens naar de vernietigingskampen te worden gestuurd, gedwongen al hun bezittingen af te staan.
Plundering en het maken van oorlogsbuit werd van oudsher gezien als een overwinnaarsrecht, en de rijkdom en mogelijkheid tot plundering van een stad of gebied speelde een belangrijke rol bij strategische beslissingen.

## Plundering rond de wereld
Als er geen politiemacht of andere repressieve macht aanwezig is wordt er vaak geplunderd bij grote rampen en crisissituaties. Hieronder enkele voorbeelden.
- Na de dood van Valentinianus III in 455 vielen de Vandalen Rome binnen en plunderden de stad.
- Plundering van de Brusselse orangistische adel in april 1834
- Tijdens de Aziatische financiële crisis in 1997/1998 werd er geplunderd in grote delen van Indonesië.
- Tijdens de terroristische aanslagen op 11 september 2001 werden veel geldautomaten in New York geplunderd.
- Nadat in 2003 de Verenigde Staten Irak innamen, leidde de afwezigheid van Iraakse politie ertoe dat plunderaars overheidsgebouwen, winkels, bedrijven en woongebouwen leegroofden, onder meer het Nationaal Museum van Irak. Deze zeer grootschalige plunderingen betekenden een schade van miljarden dollars. Het Amerikaanse leger had de opdracht niet in te grijpen.
- Na de presidentsverkiezingen in Kenia in december 2007 braken etnische onlusten uit, die gepaard gingen met plunderingen.

## Nederlands oorlogsrecht
| Nederlandse Wet                | Nederlandse Wet | Nederlandse Wet |
| ------------------------------ | --------------- | --- |
| Wet(boek): Militair Strafrecht | Artikel: 156    | Omschrijving: 1. Met gevangenisstraf van ten hoogste twaalf jaren of geldboete van de vijfde categorie wordt, als schuldig aan plundering, gestraft: 1. de militair die in tijd van oorlog bij het plegen van diefstal misbruik maakt of dreigt te maken van macht, gelegenheid of middel, hem als militair gegeven; 2. de persoon, behorende tot de in artikel 2 van de Wet militaire strafrechtspraak genoemden, die bij het plegen van diefstal misbruik maakt of dreigt te maken van macht, gelegenheid of middel, hem door zijn betrekking tot de krijgsmacht gegeven; 3. hij die diefstal pleegt aan of tegen een dode, zieke of verwonde, behorende tot de krijgsmacht van een van de strijdende partijen. Onder hen, die behoren tot de krijgsmacht van een van de strijdende partijen, worden voor de toepassing van deze bepaling gerekend allen, die bij deze krijgsmacht in dienstbetrekking zijn of haar met toestemming van de militaire overheid vergezellen of volgen. 2. Indien het feit gepleegd is door 2 of meer verenigde personen, worden de schuldigen gestraft met levenslange gevangenisstraf of tijdelijke van ten hoogste twintig jaren of geldboete van de vijfde categorie. |